# Euproctis durandi
Euproctis durandi är en fjärilsart som beskrevs av Lucas 1926. Euproctis durandi ingår i släktet Euproctis och familjen tofsspinnare. Inga underarter finns listade i Catalogue of Life.